# Stortjärnen (Hanebo socken, Hälsingland)
Stortjärnen är en sjö i Bollnäs kommun och Ockelbo kommun i Hälsingland och ingår i Testeboåns huvudavrinningsområde. Sjön har en area på 0,281 kvadratkilometer och ligger 284,8 meter över havet.

## Delavrinningsområde
Stortjärnen ingår i det delavrinningsområde (677153-153351) som SMHI kallar för Utloppet av Stortjärnen. Medelhöjden är 299 meter över havet och ytan är 4,6 kvadratkilometer. Det finns inga avrinningsområden uppströms utan avrinningsområdet är högsta punkten. Vattendraget som avvattnar avrinningsområdet har biflödesordning 3, vilket innebär att vattnet flödar genom totalt 3 vattendrag innan det når havet efter 76 kilometer. Avrinningsområdet består mestadels av skog (81 procent). Avrinningsområdet har 0,46 kvadratkilometer vattenytor vilket ger det en sjöprocent på 9,9 procent.